# José Santacruz Londoño
Pour les articles homonymes, voir Santacruz (homonymie).
 (octobre 2017).
Le contenu est difficilement compréhensible vu les erreurs de traduction, qui sont peut-être dues à l'utilisation d'un logiciel de traduction automatique.
 (octobre 2017).
Si vous disposez d'ouvrages ou d'articles de référence ou si vous connaissez des sites web de qualité traitant du thème abordé ici, merci de compléter l'article en donnant les références utiles à sa vérifiabilité et en les liant à la section « Notes et références ».
Santacruz  Londoño est un nom espagnol. Le premier nom de famille, en général paternel, est Santacruz ; le second, en général maternel, souvent omis, est Londoño.
José Santacruz Londoño (1er octobre 1943 – 5 mars 1996), aussi connu sous le nom de Chepe ou Don Chepe, est un baron de la drogue colombien. Avec les frères Gilberto et Miguel Rodriguez Orejuela, il dirige le cartel de Cali. Le trio a fait la une de couverture du magazine TIME en juillet 1991.
Dans les années 1970, Santacruz Londoño et les frères Rodríguez Orejuela fondent le cartel de Cali, alors principalement spécialisé dans le trafic de marijuana. Dans les années 1980, ils se lancent aussi dans le trafic de cocaïne. Au début des années 1990, le cartel de Cali fournit 70% de la cocaïne qui arrive aux États-Unis et 90% de celle vendue en Europe.
Le 4 juillet 1995, il est arrêté dans un restaurant de Bogota. Le 11 janvier 1996, il parvient à s'échapper de la prison de La Picota. Les frères Rodriguez Orejuela étant emprisonnés,
Chepe tente de reconstruire l'empire du cartel de Cali avec les FARC et Carlos Castaño. Il finira tué par ce dernier le 5 mars 1996.